# Axiothella australis
Axiothella australis är en ringmaskart som beskrevs av Augener 1914. Axiothella australis ingår i släktet Axiothella och familjen Maldanidae. Inga underarter finns listade i Catalogue of Life.